# Sofia Essaïdi
Sofia Essaïdi (Casablanca, 6 augustus 1984) is een Frans-Marokkaans zangeres en actrice.

## Biografie
In 2003 nam Essaïdi deel aan het derde seizoen van Star Academy France. Daar bereikte ze een tweede plaats achter Elodie Frégé.
In 2004 deed ze mee aan de Star Academy tour.
Daarna kwam haar eerste album uit getiteld Mon cabaret.
In 2009 deed Sofia ook mee aan de musical Cléopâtre, la dernière reine d'Égypte.
Ook deed ze mee aan de Franse versie van Dancing with the Stars. Samen met haar danspartner Maxime Dereymez eindigde ze op een tweede plaats.

## Discografie

### Albums
| Jaar | Informatie                                                                        | Chart positie | Chart positie | Chart positie |
| Jaar | Informatie                                                                        | FR            | SWI           | BEL           |
| ---- | --------------------------------------------------------------------------------- | ------------- | ------------- | ------------- |
| 2005 | Mon cabaret - Studioalbum - Uitgegeven: 22 augustus 2005 - Format: CD             | 41            | 100           | 46            |
| 2008 | Cléopâtre, la dernière reine d'Égypte - Soundtrack - Uitgegeven: 25 augustus 2008 | 11            | 25            | 32            |

### Singles
| Jaar | Titel                                                                             | Chart positie | Chart positie | Chart positie | Album                                 |
| Jaar | Titel                                                                             | FR            | SWI           | BEL           | Album                                 |
| ---- | --------------------------------------------------------------------------------- | ------------- | ------------- | ------------- | ------------------------------------- |
| 2004 | "Roxanne"                                                                         | 20            | 34            | 13            | Mon Cabaret                           |
| 2005 | "Mon cabaret"                                                                     | –             | –             | –             | Mon Cabaret                           |
| 2005 | "Après l'amour"                                                                   | –             | –             | –             | Mon Cabaret                           |
| 2008 | "Femme d'aujourd'hui" (uit de Musical Cléopâtre)                                  | 8             | 94            | 27            | Cléopâtre, la dernière reine d'Égypte |
| 2008 | "Une autre vie" (in samenwerking met Florian Etienne) ( uit de Musical Cléopâtre) | —             | —             | —             | Cléopâtre, la dernière reine d'Égypte |
| 2009 | "L'accord" (in samenwerking met Christopher Stills) ( uit de Musical Cléopâtre)   | 7             | -             | -             | Cléopâtre, la dernière reine d'Égypte |
| 2009 | "Bien après l'au-delà" (uit de Musical Cléopâtre)                                 | -             | -             | -             |                                       |

- Bibliothèque nationale de France: cb146478385 (data)
- Gemeinsame Normdatei: 1286749956
- International Standard Name Identifier: 0000 0001 0192 2312
- Library of Congress Control Number: no2010043781
- MusicBrainz: ddd130f4-46da-4470-8a28-179e2efc1931
- Système universitaire de documentation: 158361997
- Virtual International Authority File: 108069072
- WorldCat: E39PBJrgCw4DHHdXfgDpw8Qg8C